# Casa chorizo

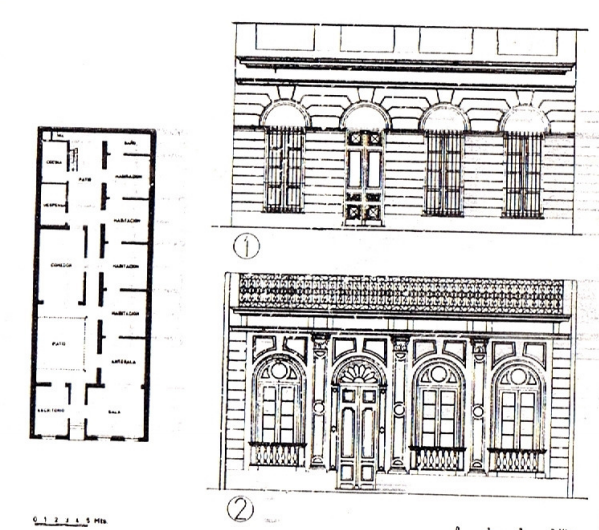
Diseño básico de la casa standard montevideana, de una planta, con tres ventanas y una puerta.

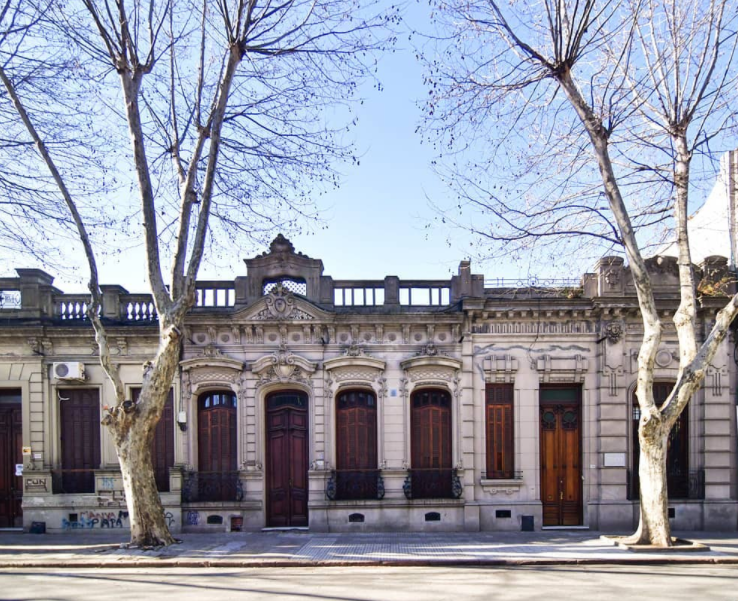
En Montevideo es común encontrarlas formando conjuntos arquitectónicos.

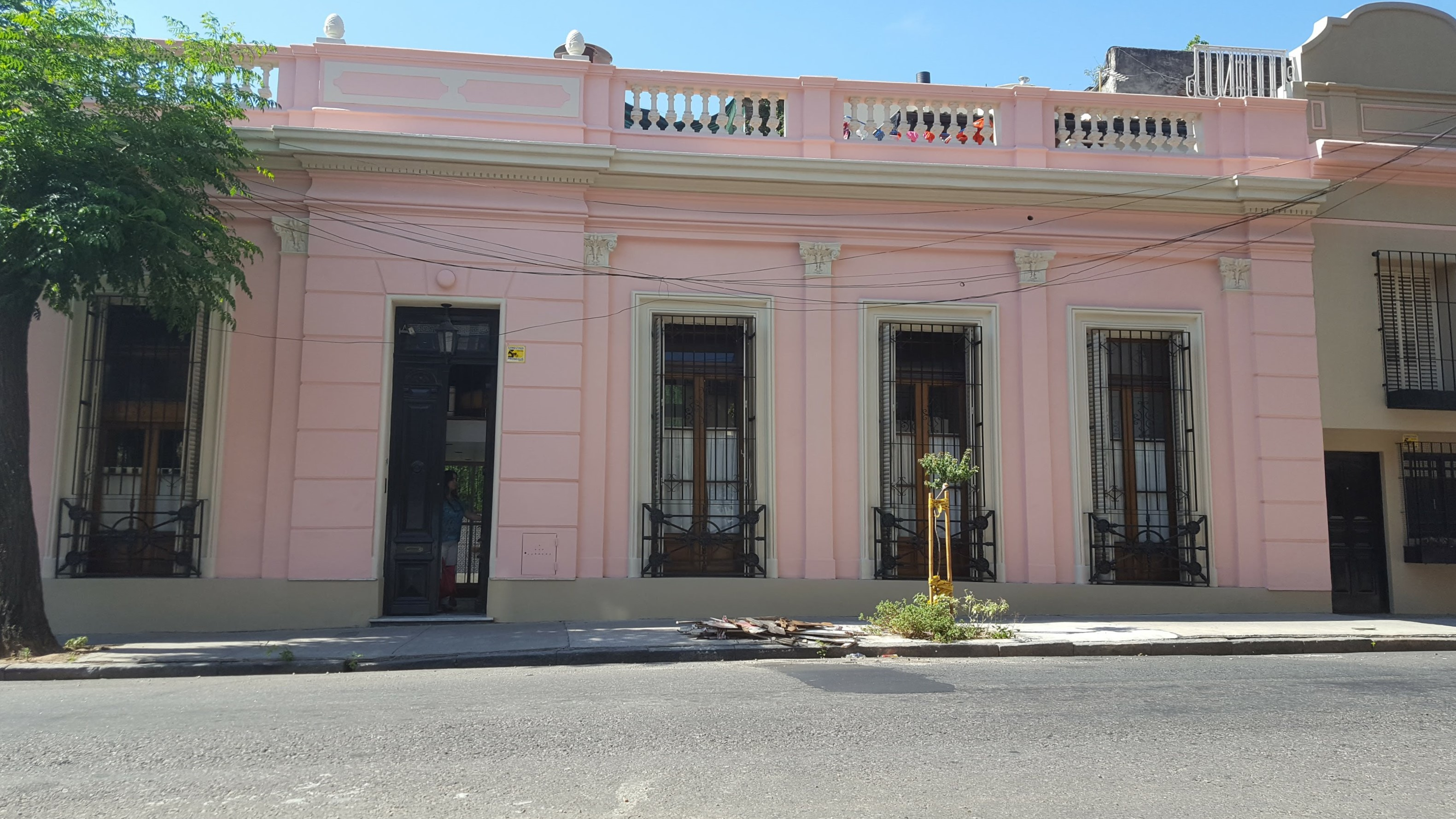
Casa Chorizo paralela a la calle en Buenos Aires

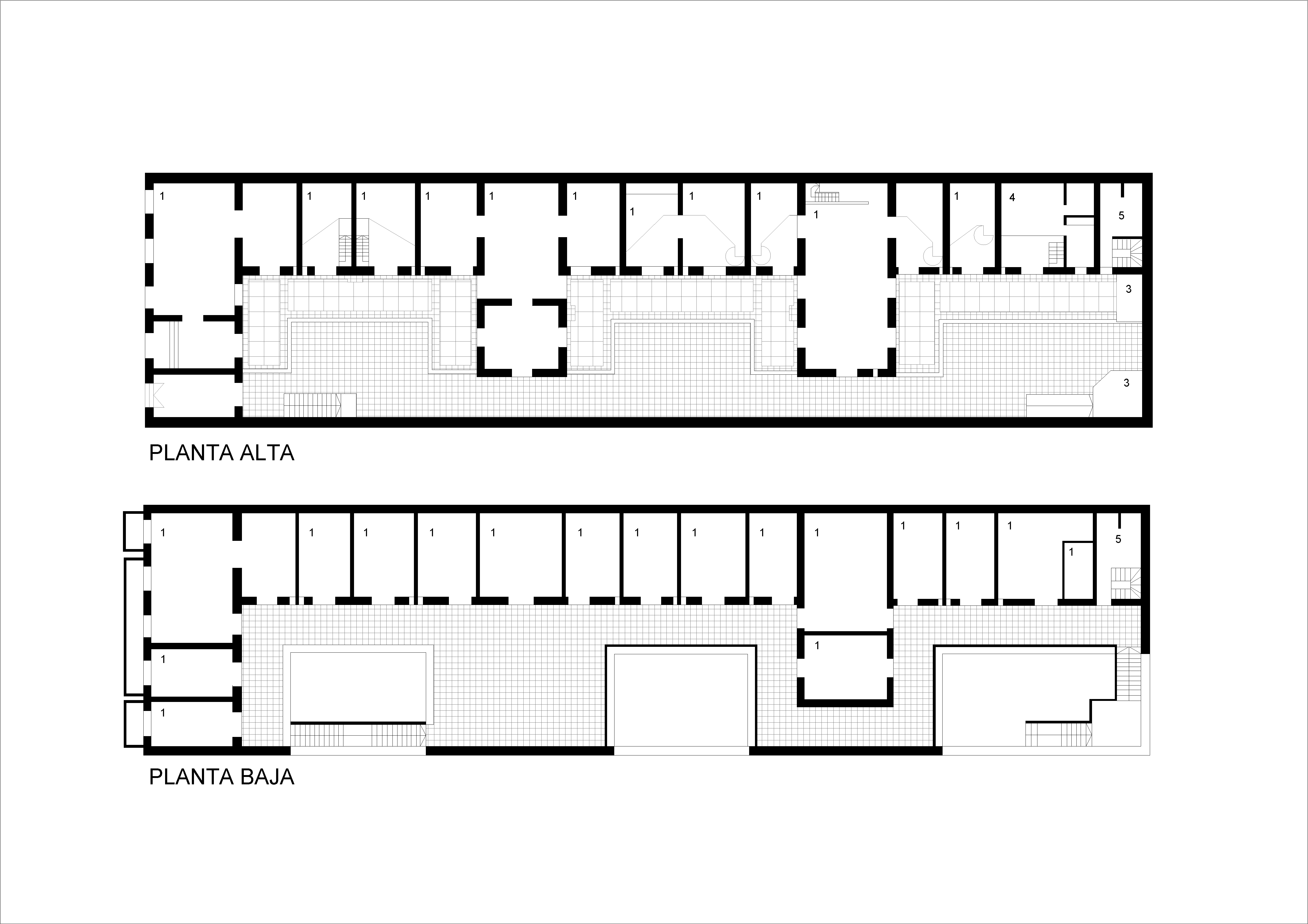
Plano de la Casa de los Ezeiza, típica "casa chorizo".

La casa chorizo, también conocida como casa patio o, formalmente, como casa estándar, es un estilo de vivienda característico de Argentina, Paraguay y Uruguay, con muchos ejemplares en ciudades como Buenos Aires, Asunción, Montevideo, Santa Fe, Colonia del Sacramento, Córdoba, entre varias otras. Desarrollado en las últimas décadas del siglo XIX y primeras del XX con multitud de aportes y adaptaciones se consolidó como el estilo predilecto de construcción residencial, apto para los terrenos estrechos y profundos entre medianeras de las ciudades rioplatenses, organizadas en base al trazado en damero.

## Nombre
La denominación de este tipo de viviendas como «casa chorizo» no tiene un origen claro y surge del habla popular. 
La explicación más difundida lo atribuye a su  disposición, pues los ambientes están unidos uno tras otro, como los chorizos en una ristra. Otra hipótesis es que debe su nombre al apellido del arquitecto de origen italiano Giuseppe Casaccio Rizzo, responsable del diseño y construcción de muchas de ellas. Fonéticamente, Casaccio Rizzo da lugar a casachiorizzo, del cual, por asimilación de casa y chorizo, surgió el nombre actual.

## Origen
Su origen se remonta a la casa romana, ya que formalmente surge de la división horizontal de su planta. Sin embargo, no hay una ligazón directa sino a través de la casa colonial, heredera de la arquitectura andaluza, con su patio central y la implementación del estilo italianizante a mediados del siglo XIX.
Debido al crecimiento demográfico de las ciudades rioplatenses a partir de 1850, nació la necesidad de un uso compacto del espacio urbano. De este modo, las antiguas parcelas de 150 varas de frente, cuadra, se dividieron en parcelas de 10 varas de frente (8,66 m) para generar más terrenos edificables. Estos tendieron a ser estrechos y alargados, determinando la principal característica de estas nuevas casas, las habitaciones en hilera.
La oleada inmigratoria de finales del siglo XIX en los países del Río de la Plata, Argentina y Uruguay, condujo a la construcción masiva de este tipo de viviendas, bien para uso familiar, o bien para subalquilar en forma de los llamados conventillos.

## Características
La casa estándar se caracteriza principalmente por su fachada rectangular de ornamentación abundante que cuenta con varias aberturas altas y angostas de dimensiones similares entre sí.
El acceso a la vivienda se da a través de un zaguán, que cuenta con una puerta cancel que lo separa del vestíbulo. Este sirve como distribuidor a los ambientes principales, quedando generalmente separado del patio por una gran mampara en forma de vitrales (vitreaux). 
En su interior consiste en uno o dos patios laterales e interiores de forma rectangular a los que rodean las habitaciones, que están en hilera y conectadas entre sí. Una galería porticada o soportal techado provee sombra y resguardo contra la lluvia a la entrada de las habitaciones.
Presentan una gran variedad de adornos y ornamentos de estilo ecléctico en sus fachadas, frecuentemente con importantes trabajos de herrería en balaustradas y de madera labrada en su puerta principal. 
Las fachadas originalmente eran revestidas en símil piedra París, un revoque muy utilizado en la época que imita a la piedra natural.
En función de las necesidades y capacidad financiera del cliente, se podían plantear viviendas de diferentes escalas y materiales accesibles; esta es una de las razones por las que esta tipología siguió vigente hasta los años treinta del siglo XX.

## Casa de los Ezeiza, Buenos Aire (1880)

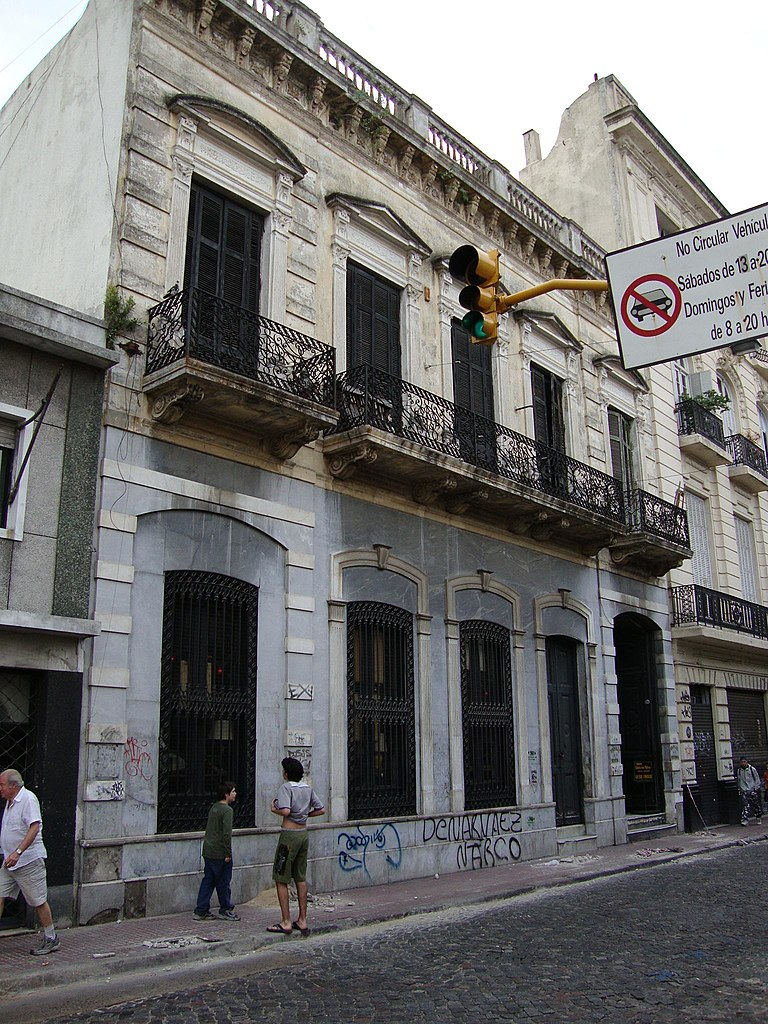
Casa de los Ezeiza, fachada por fuera

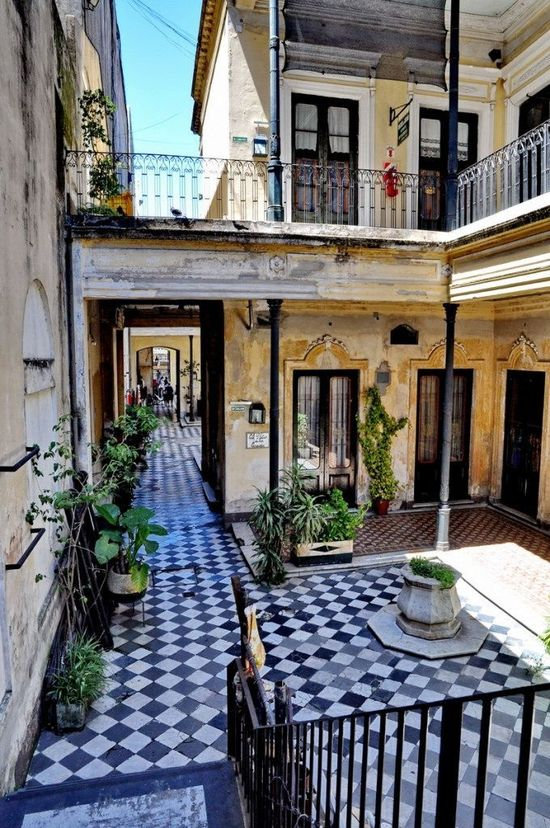
Casa de los Ezeiza en la actualidad

La Casa Chorizo de la Familia Ezeiza es una residencia histórica ubicada en el barrio de San Telmo, Buenos Aires, Argentina.
La casa fue construida por la familia Ezeiza, una familia de ascendencia española que se estableció en Buenos Aires durante el período de expansión urbana de la ciudad. El nombre "chorizo" se refiere a la disposición alargada y lineal de los ambientes de la casa, que se organizan en una fila continua a lo largo de un pasillo central.
Durante el siglo XX, la casa pasó por varias etapas de renovación y restauración. La propiedad ha sido restaurada en varias ocasiones para conservar su valor histórico y arquitectónico, y ha sido objeto de estudios por parte de historiadores y arquitectos interesados en la arquitectura de la época.

### Datos históricos y urbanos
- Expansión urbana en Buenos Aires: La construcción de la Casa Chorizo en el contexto de la expansión urbana de Buenos Aires a finales del siglo XIX refleja el crecimiento y la transformación de la ciudad durante este período. Este fenómeno urbano fue particularmente pronunciado en Buenos Aires en comparación con otras ciudades latinoamericanas, donde el desarrollo urbano seguía diferentes patrones.
- Influencia europea: El diseño de la casa refleja la influencia europea en la arquitectura de Buenos Aires, específicamente la tendencia a adaptar estilos europeos a las condiciones locales. Este fenómeno de adaptación cultural y arquitectónica es más pronunciado en Buenos Aires que en muchas otras ciudades latinoamericanas, donde las influencias coloniales españolas y portuguesas dominan.
- Vivienda típica de la clase media: La Casa Chorizo ilustra el estilo de vida de la clase media en Buenos Aires durante el siglo XVIII-XIX, mostrando cómo las familias acomodadas vivían en un entorno urbano en expansión. Este aspecto de la vivienda refleja aspectos socioculturales específicos de Buenos Aires que pueden no encontrarse en la misma forma en otras regiones latinoamericanas.

### Arquitectura
La Casa Chorizo de la Familia Ezeiza es representativa del estilo arquitectónico conocido como "chorizo", caracterizado por una disposición lineal de las habitaciones a lo largo de un pasillo central. Este diseño permitió una ventilación y luz natural adecuadas en un contexto urbano denso.

### Características principales
- Distribución: La casa está organizada en un formato alargado, con habitaciones que se abren a un pasillo central. Este diseño incluye típicamente una serie de dormitorios, un salón, una cocina y un patio interno.
- Materiales: La construcción utiliza materiales tradicionales de la época, como ladrillos expuestos y techos de teja.
- Elementos decorativos: La propiedad conserva elementos decorativos originales, como molduras en los techos y azulejos de cerámica en los pisos.

### Antes de la Restauración
Estado Original (siglo XVII-XIX- mediados del siglo XX)
- Diseño: La Casa Chorizo de la Familia Ezeiza presentaba un diseño lineal característico del estilo "chorizo", con habitaciones alineadas a lo largo de un pasillo central.
- Condiciones: Durante los primeros años, la casa estaba en buen estado, pero con el tiempo, sufrió el desgaste natural y la falta de mantenimiento.
- Modificaciones: A mediados del siglo XX, la casa experimentó modificaciones y renovaciones que alteraron su diseño original. Las fachadas y elementos decorativos comenzaron a deteriorarse debido a factores ambientales y a intervenciones no autorizadas.

### Después de la Restauración
Estado Restaurado (finales del siglo XX-presente)
- Restauración: se llevaron a cabo trabajos de restauración que incluyeron la reparación de fachadas, techos y elementos decorativos.
- Conservación del diseño: Se restauró la disposición lineal original de las habitaciones y se preservaron los detalles arquitectónicos como molduras y azulejos de cerámica.
- Estado actual: Hoy en día, la Casa Chorizo de la Familia Ezeiza se encuentra en excelente estado, conservando su diseño histórico y su valor cultural. La propiedad está abierta al público como un paseo de compras llamado Pasaje Defensa.

## Galería

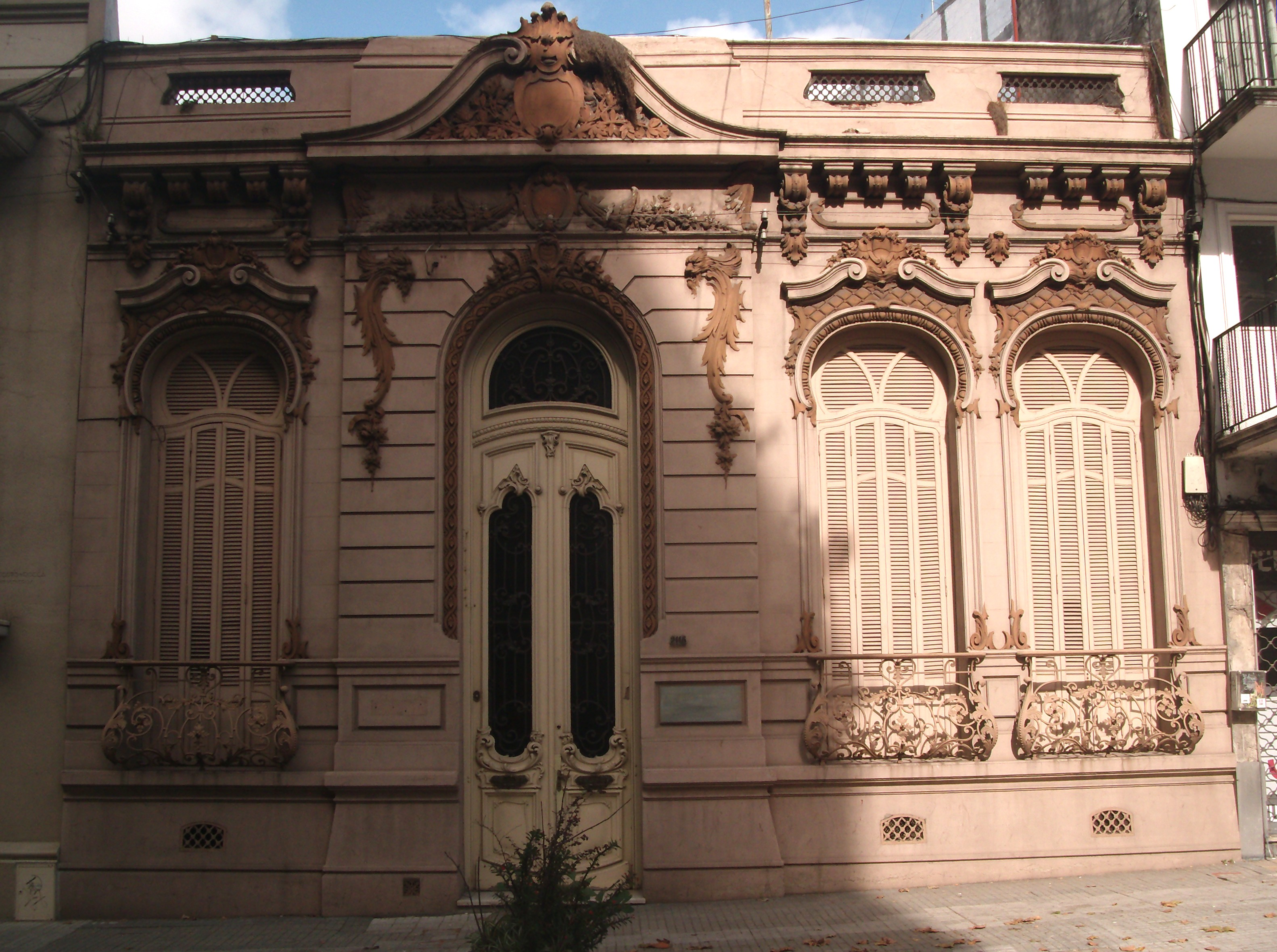
Parque Rodó, Montevideo
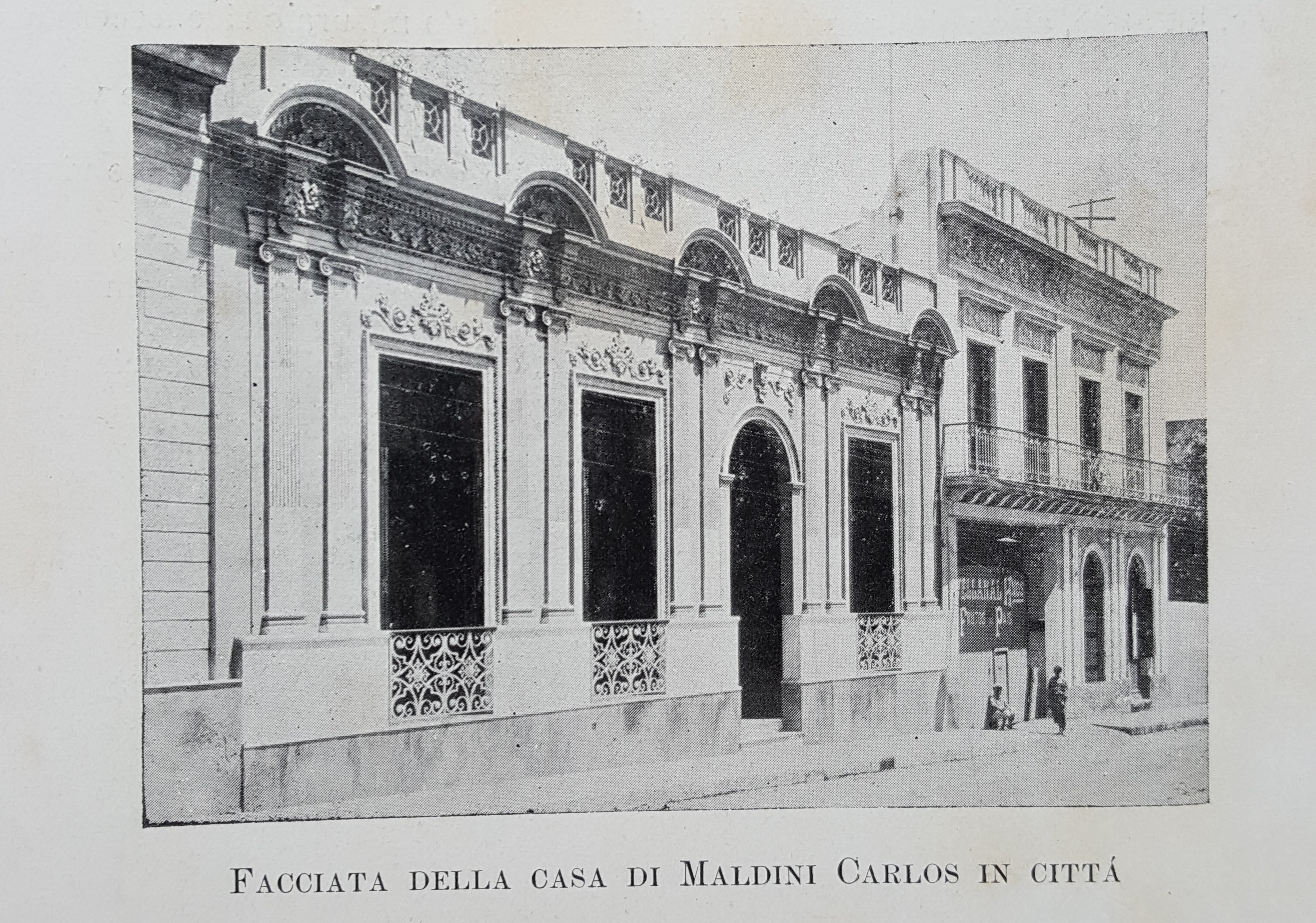
La casa de Carlos Maldini, Salto, Uruguay.
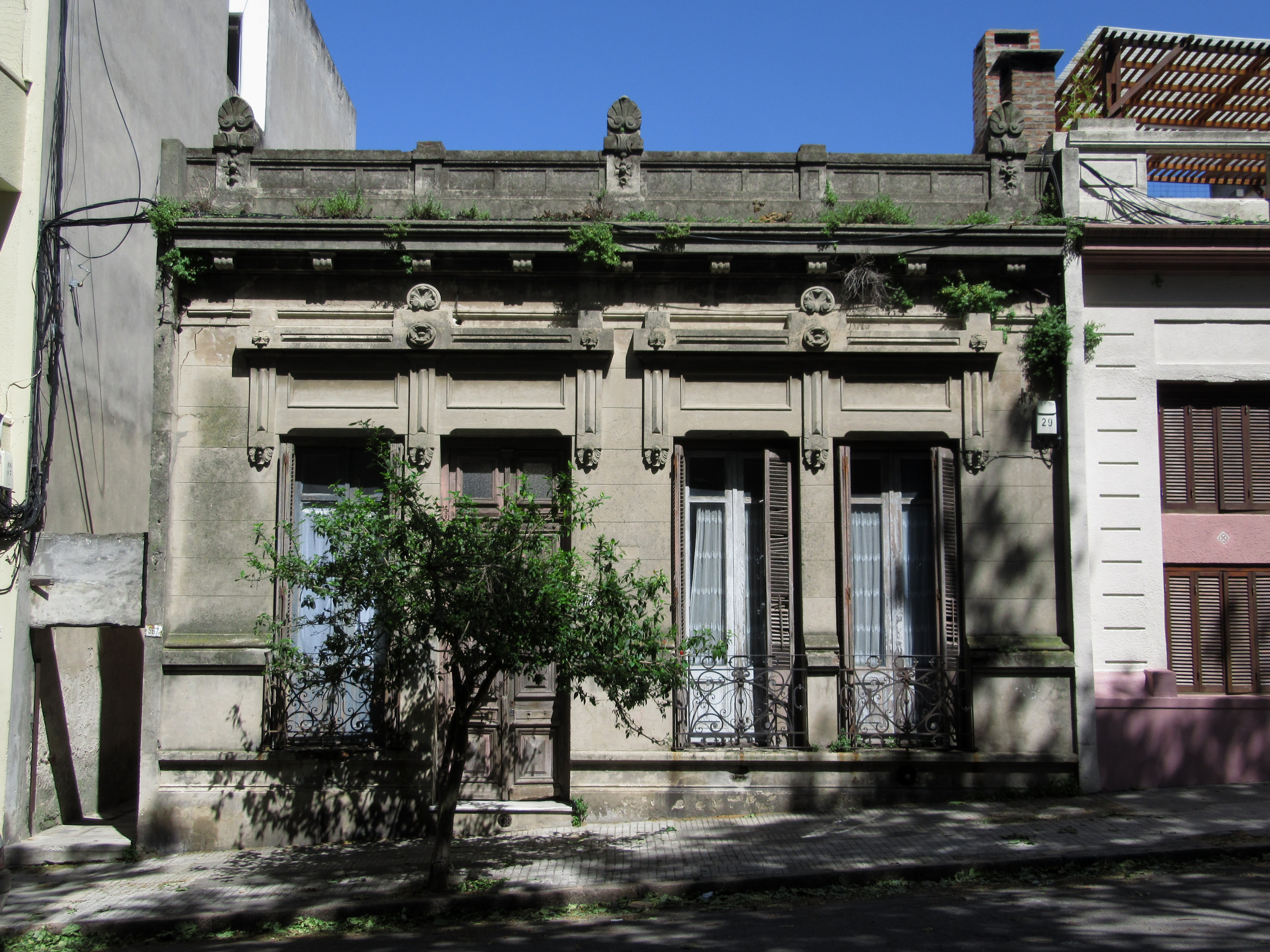
Barrio Sur, Montevideo.
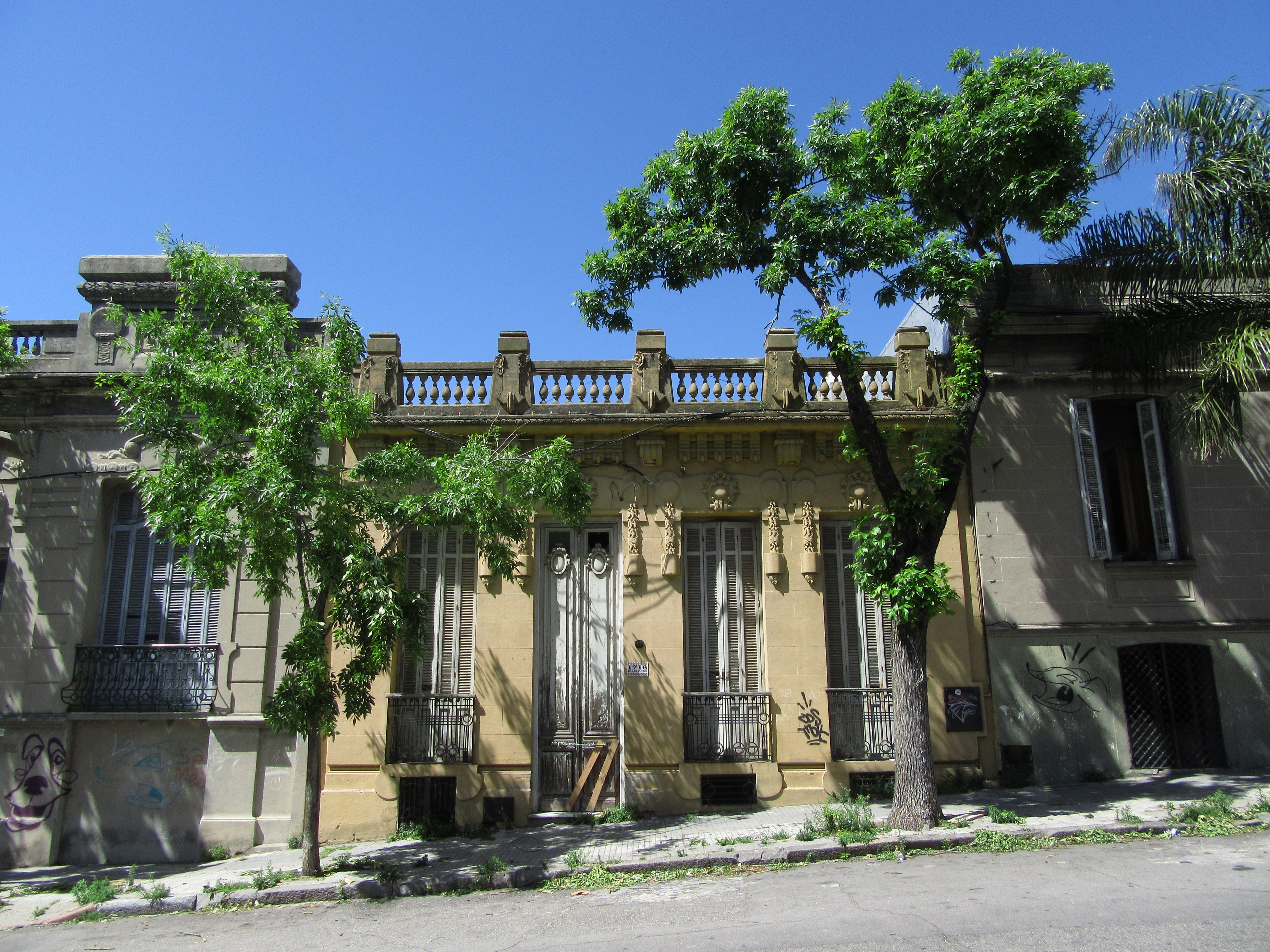
Barrio Sur, Montevideo.
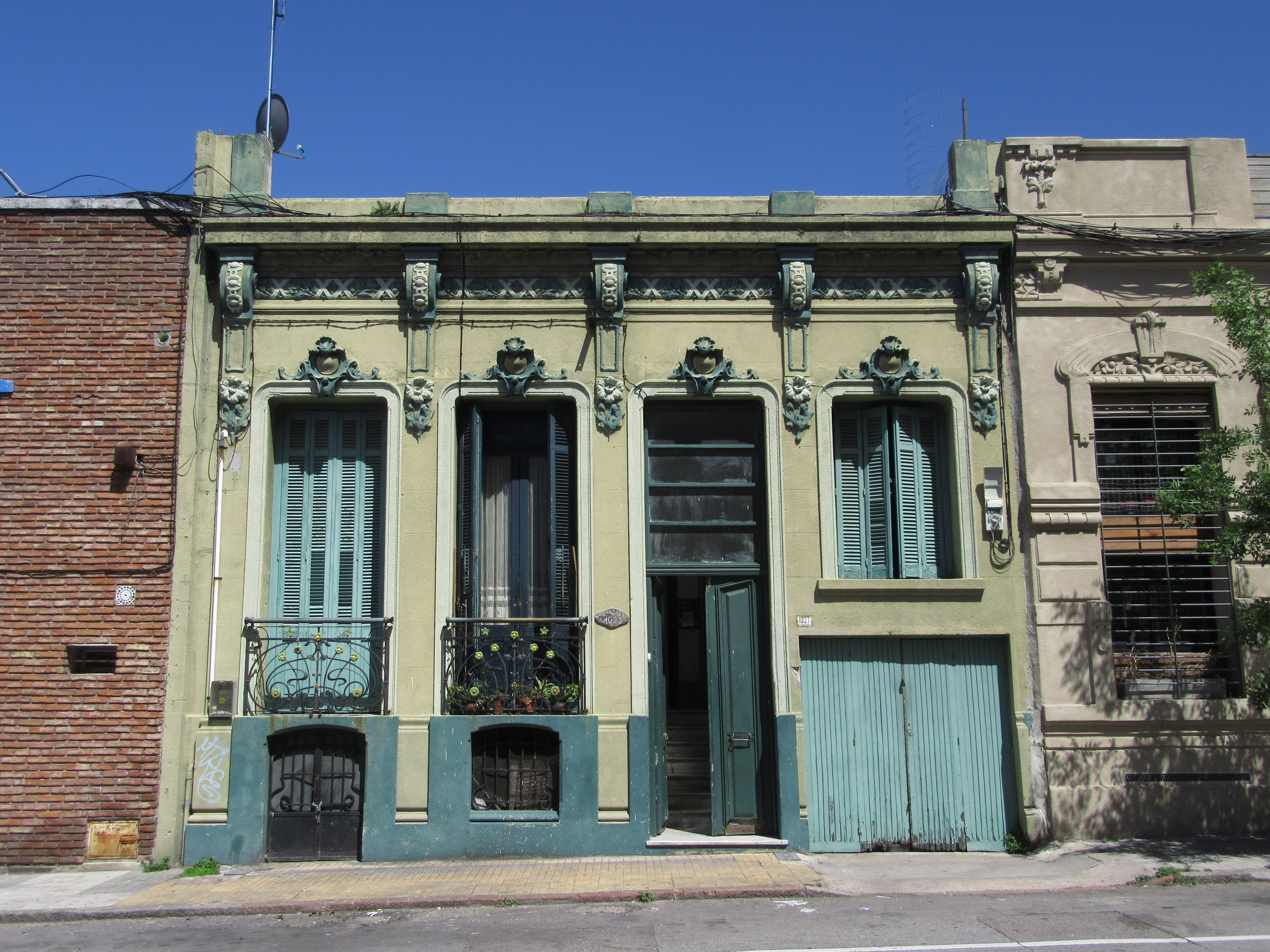
Barrio Sur, Montevideo.
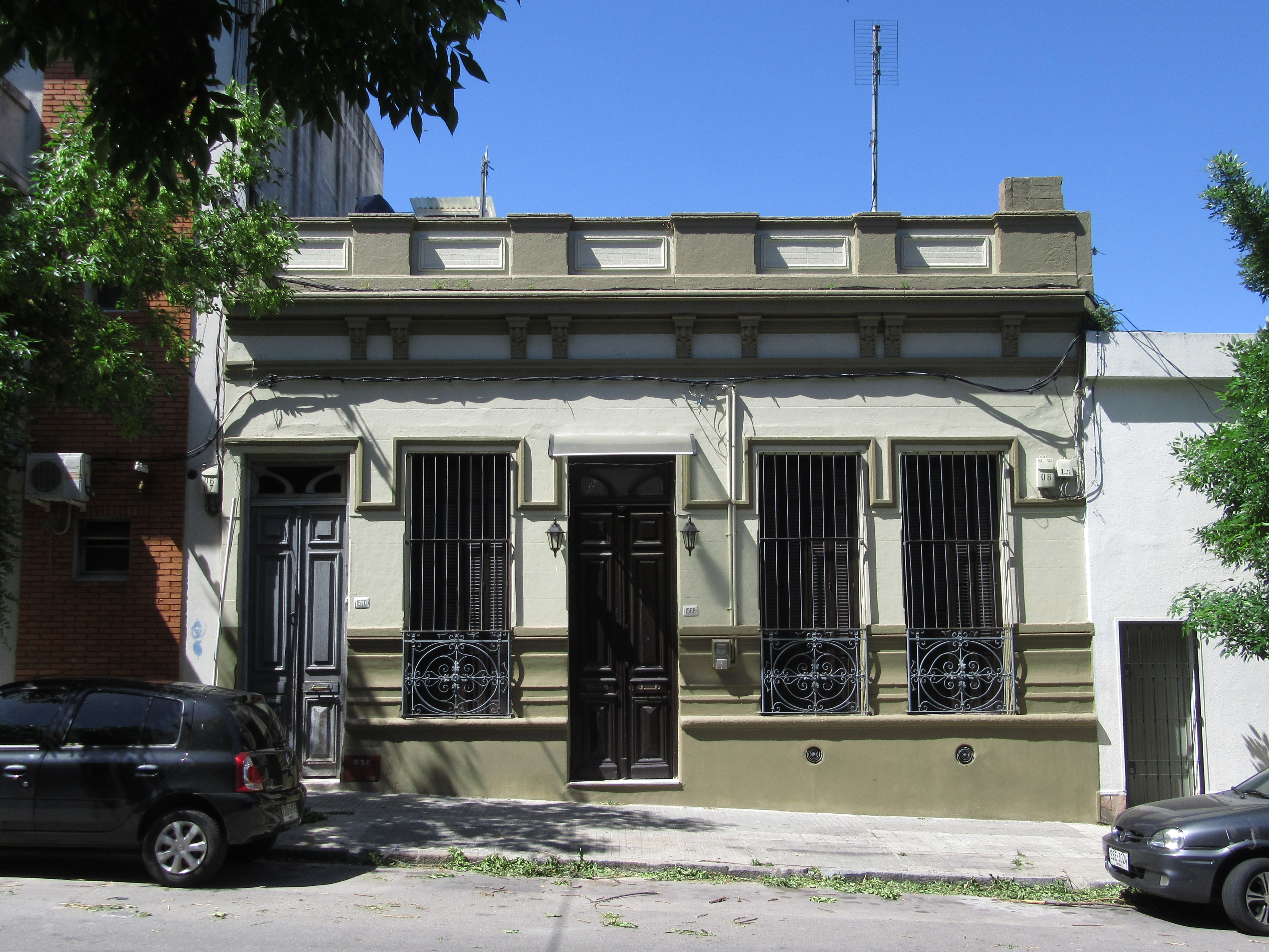
Fachada de casas en calle San Salvador, Palermo, Montevideo.
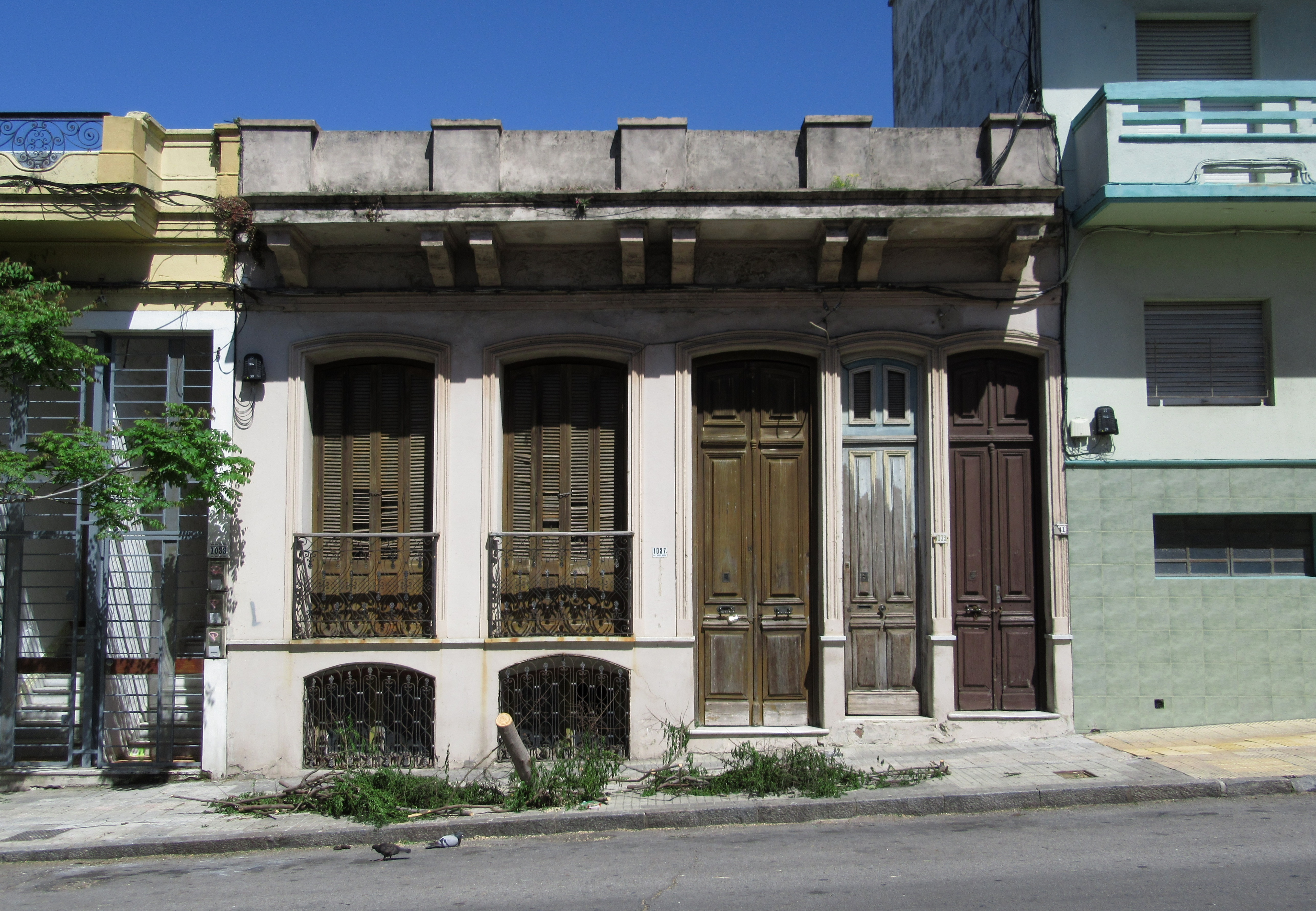
Fachadas en la calle Javier Barrios Amorín 1037, Palermo, Montevideo.
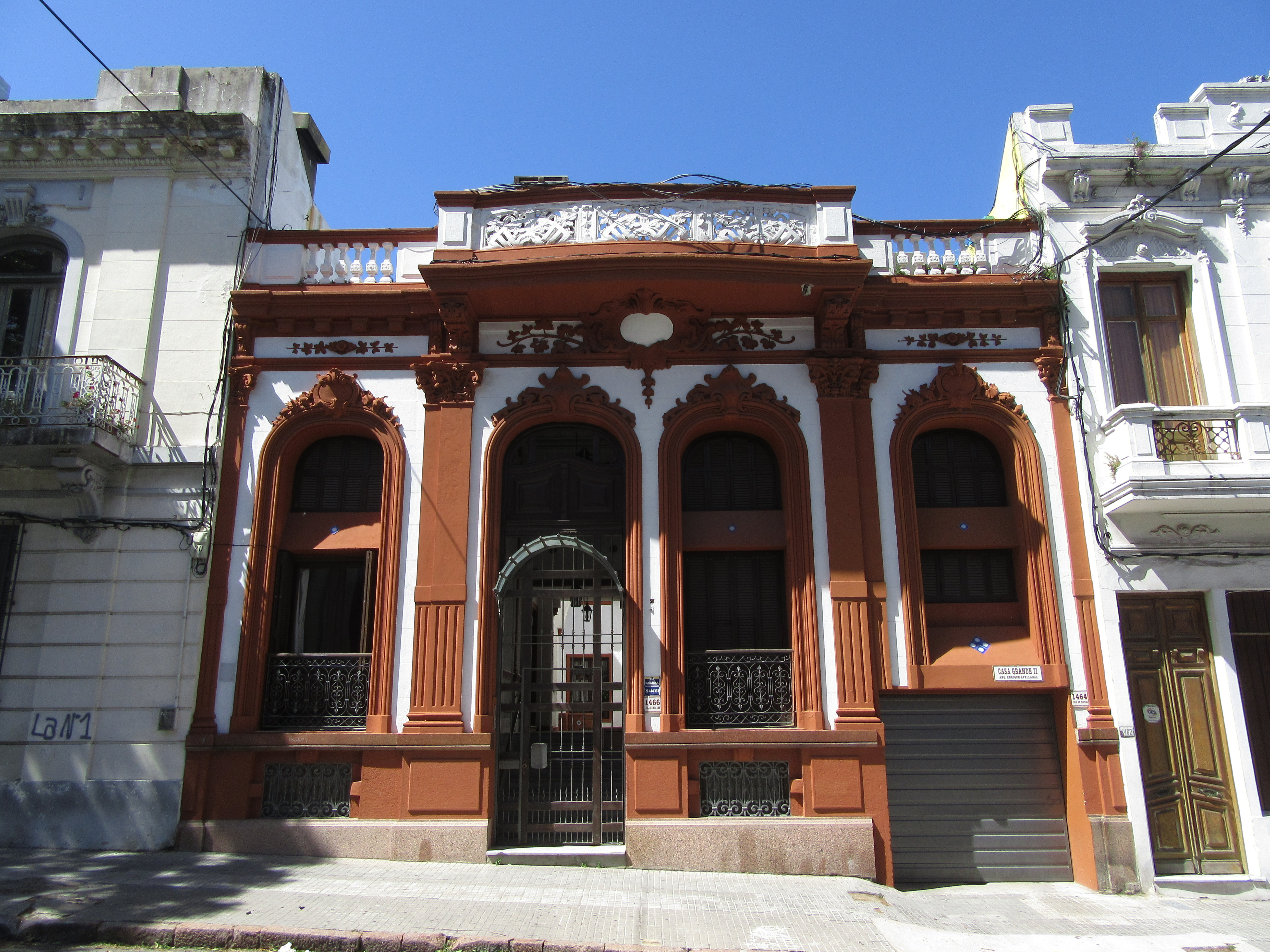
Fachada en calle Isla de Flores, Palermo, Montevideo.
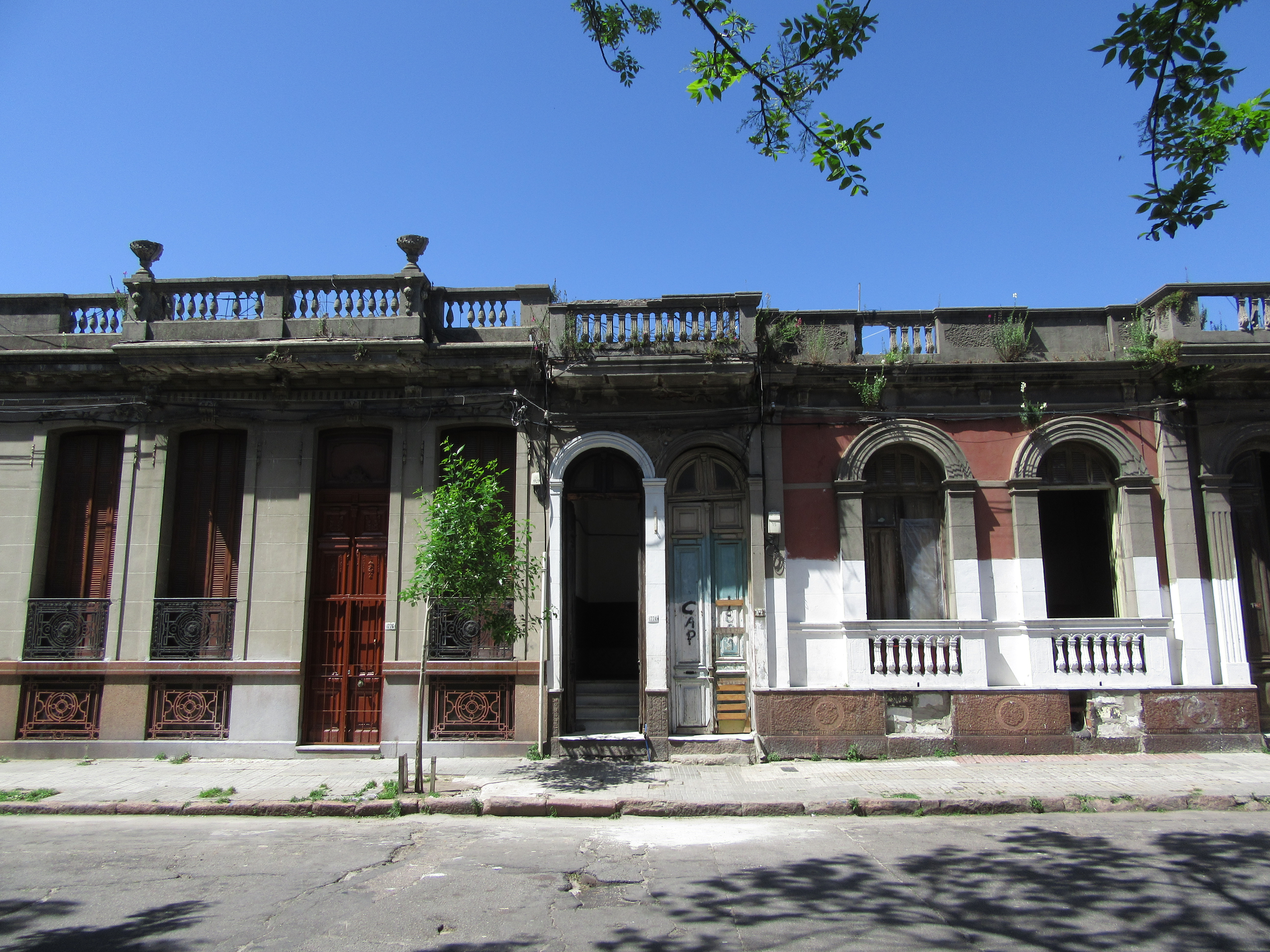
Fachadas de casas antiguas en la calle Isla de Flores, Palermo, Montevideo.
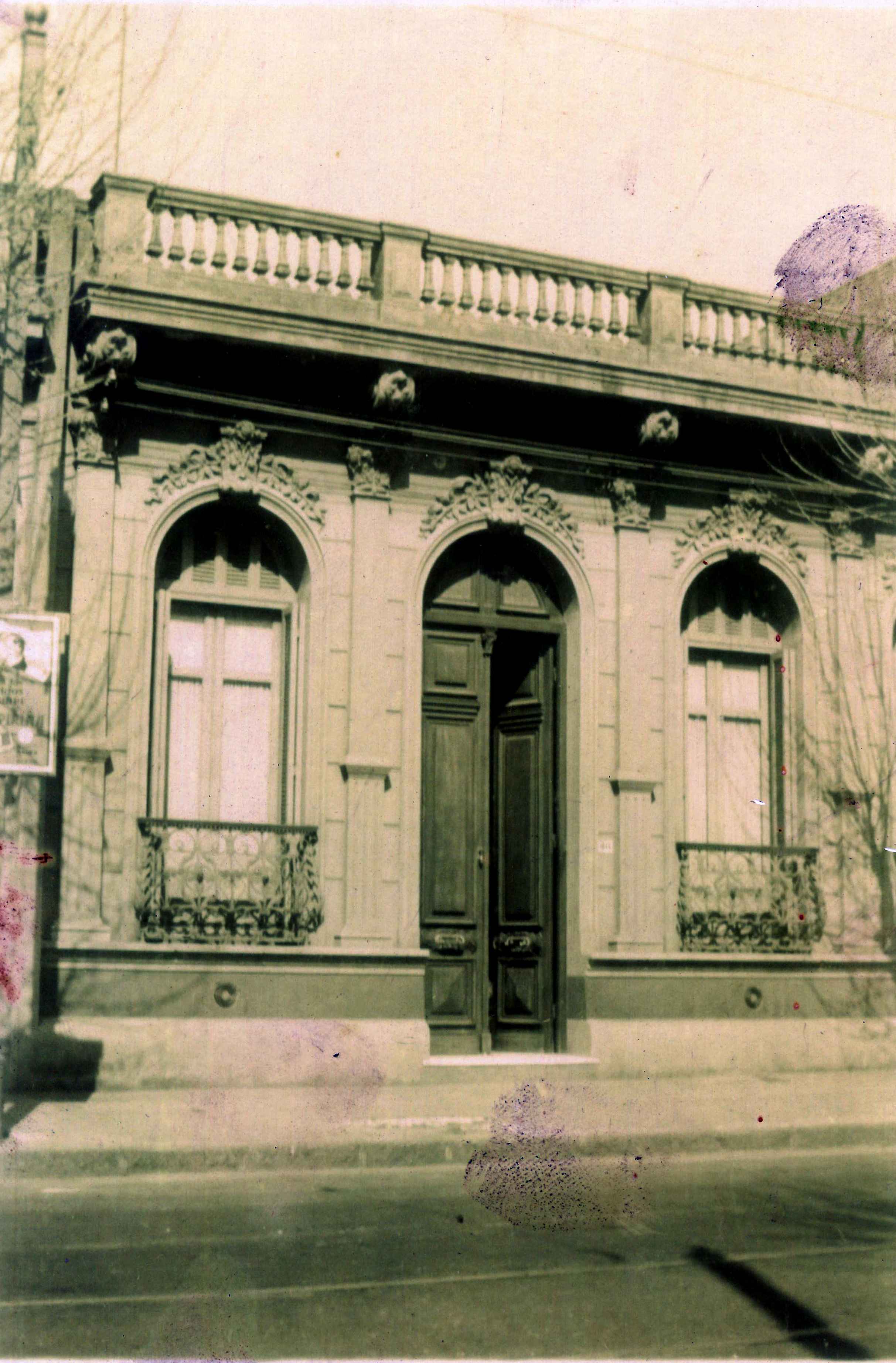
Cordón, Montevideo.
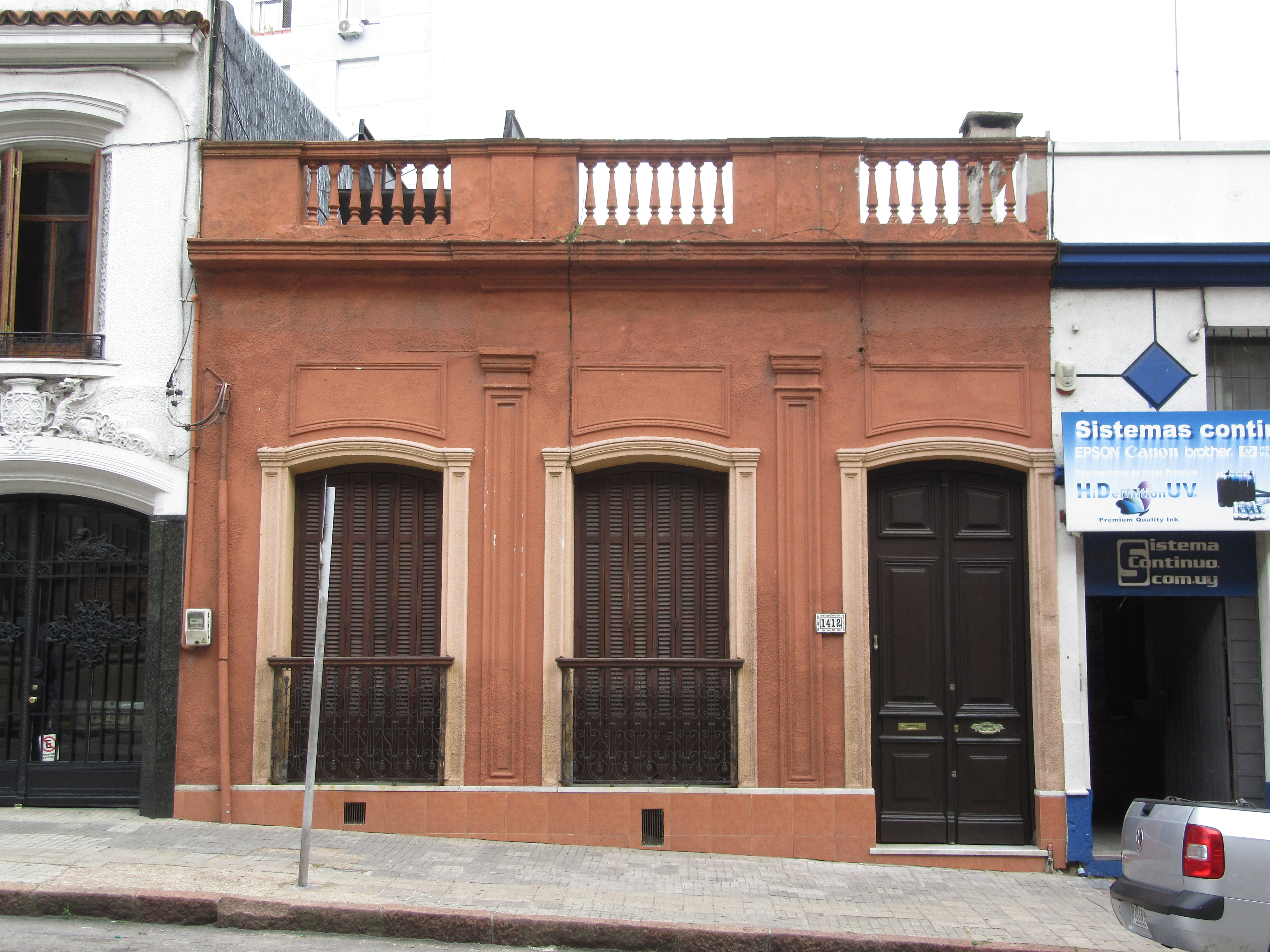
Cordón, Montevideo.
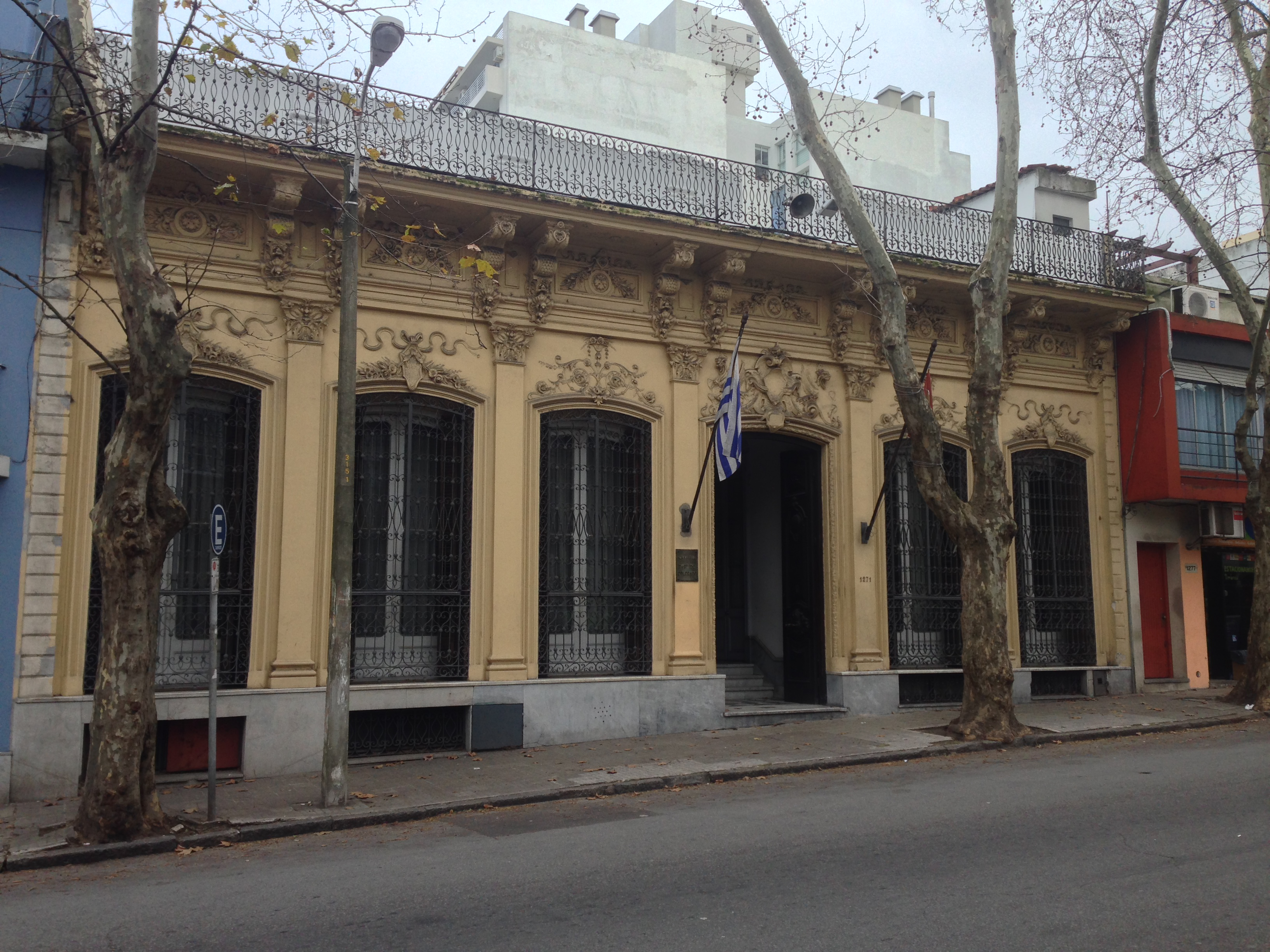
Casa del Partido Colorado, Montevideo.
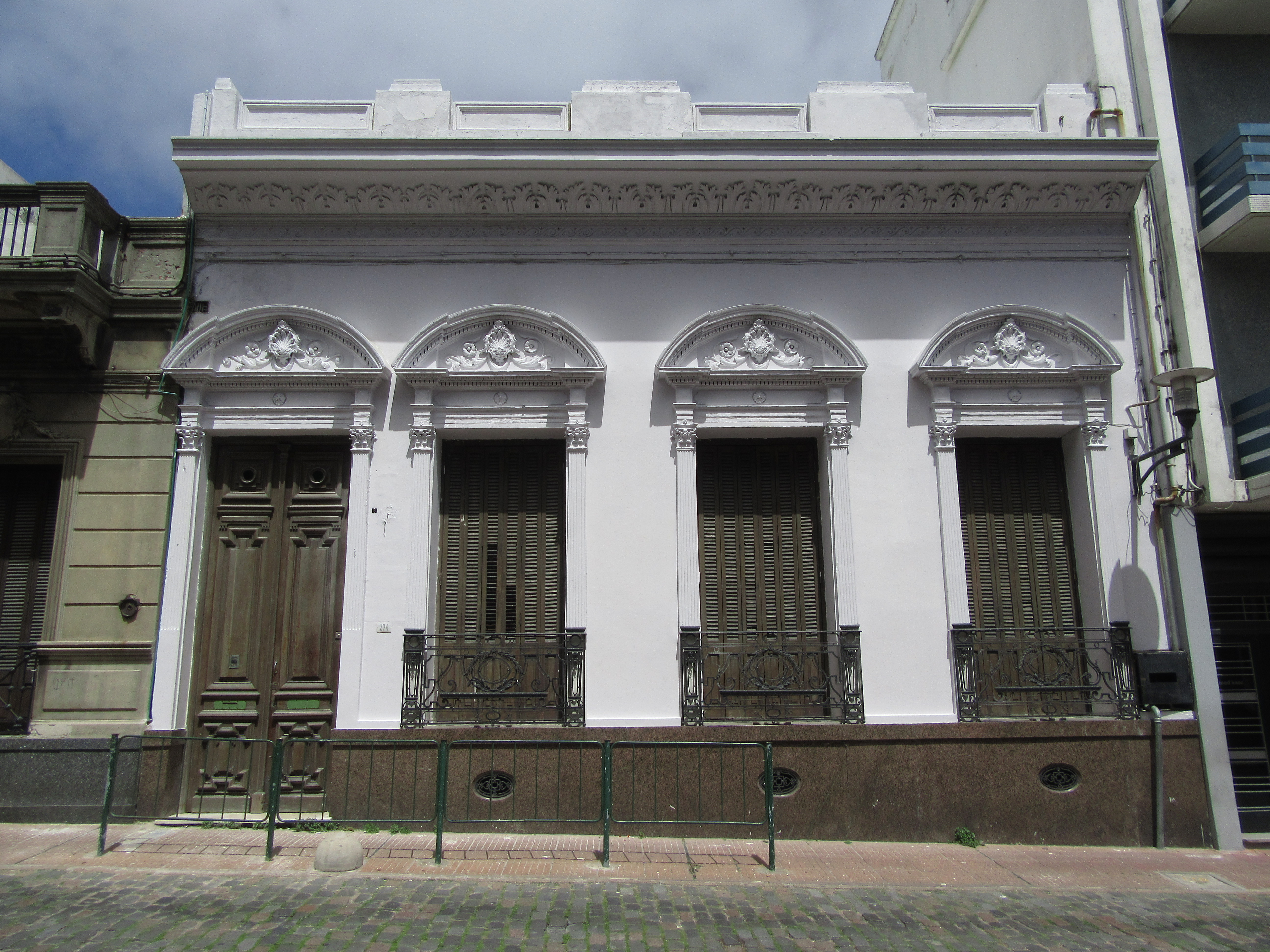
Ciudad Vieja, Montevideo.
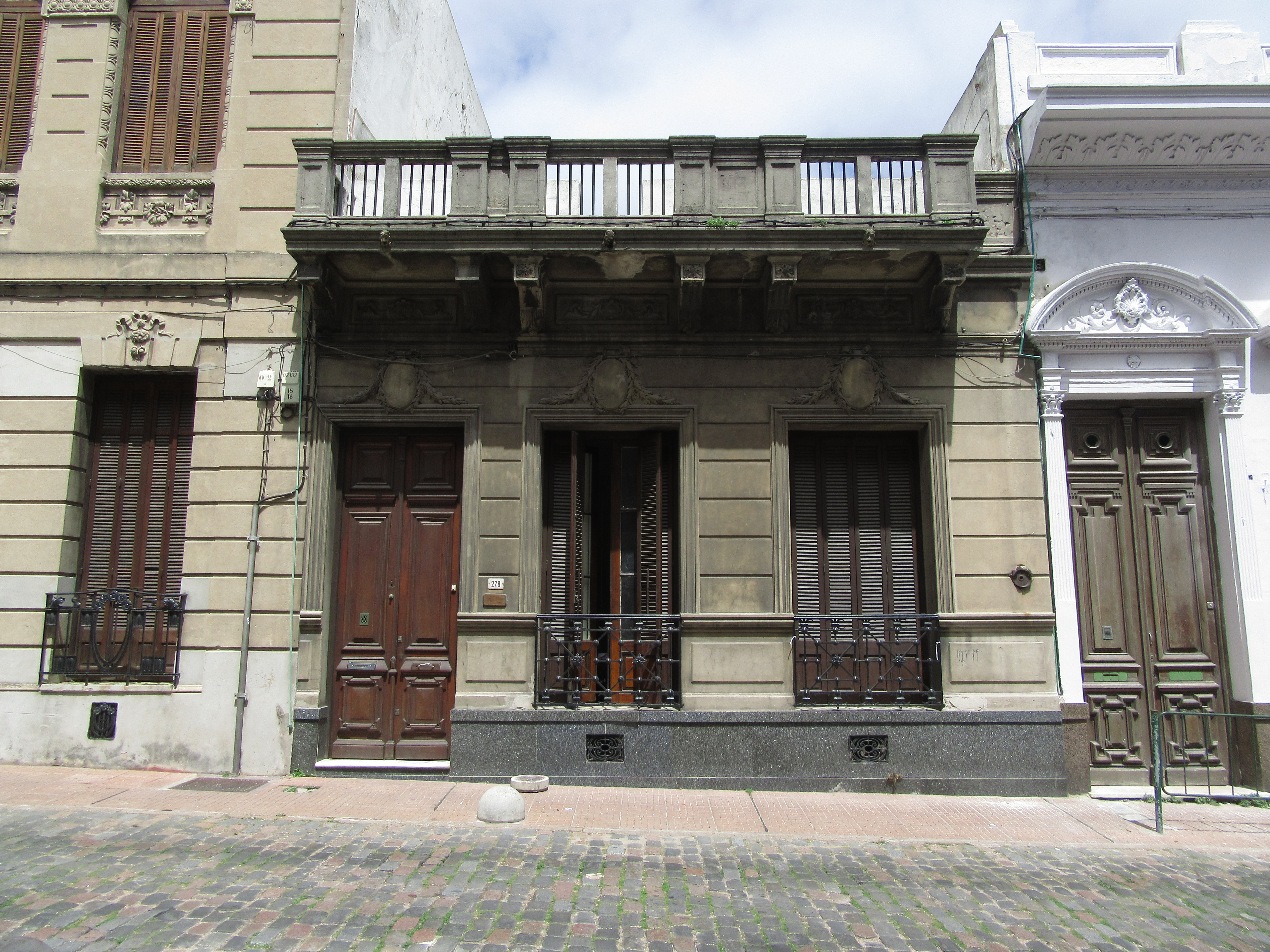
Ciudad Vieja, Montevideo.
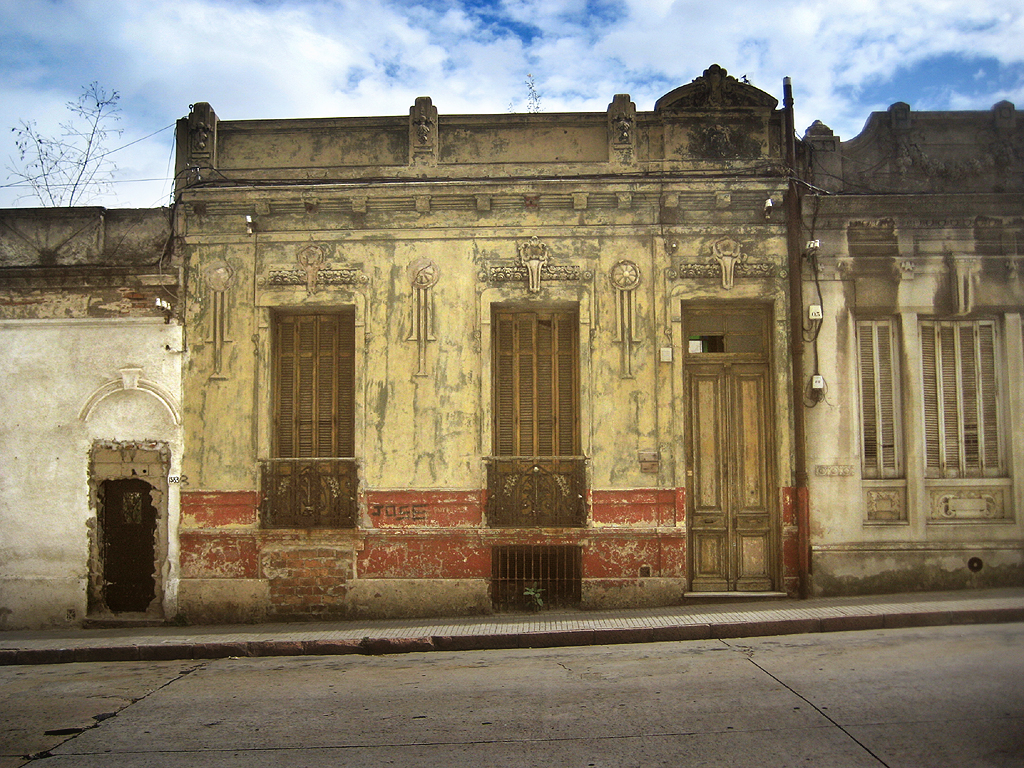
Antigua casa en Montevideo
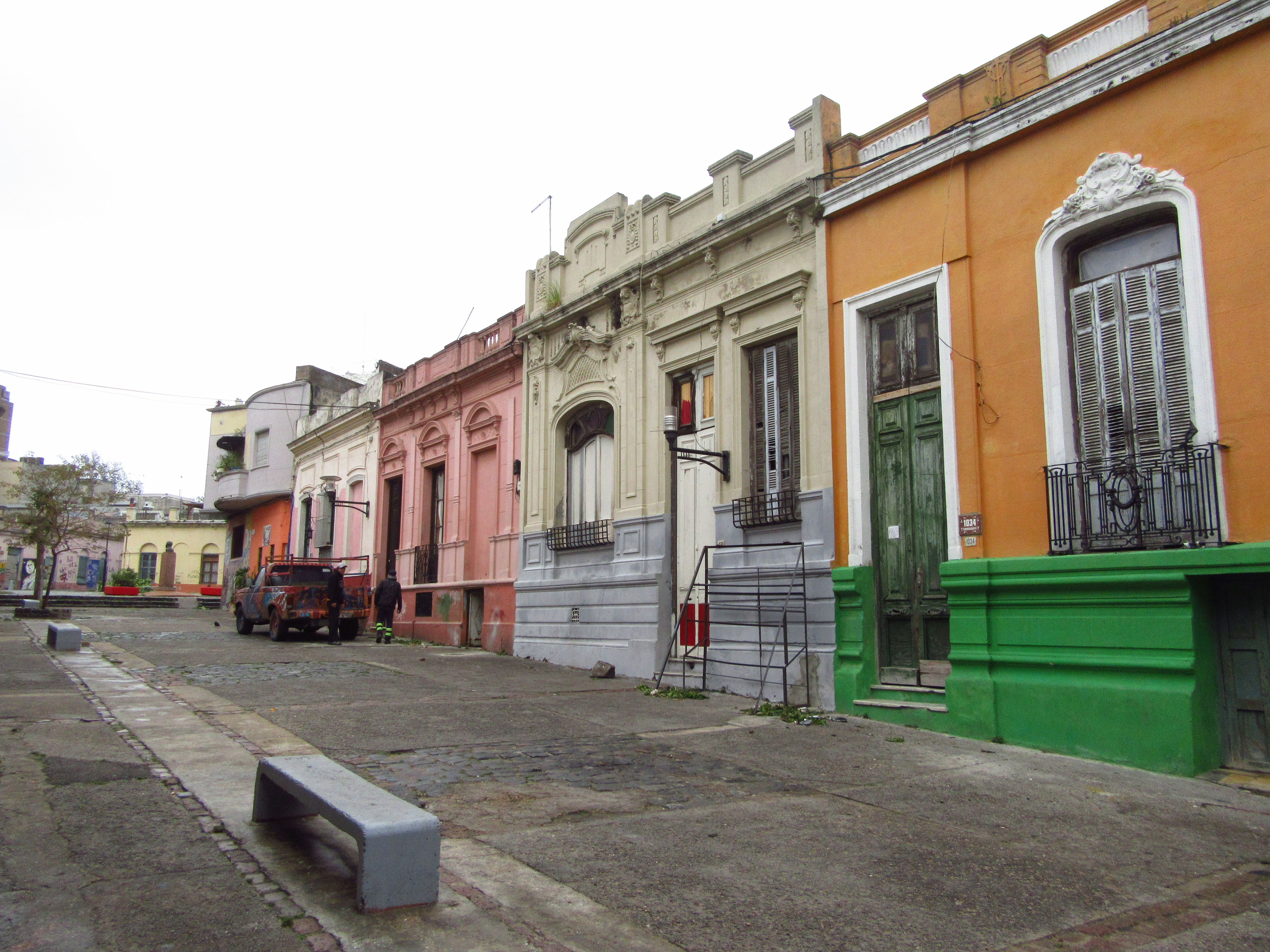
Barrio Sur, Montevideo.
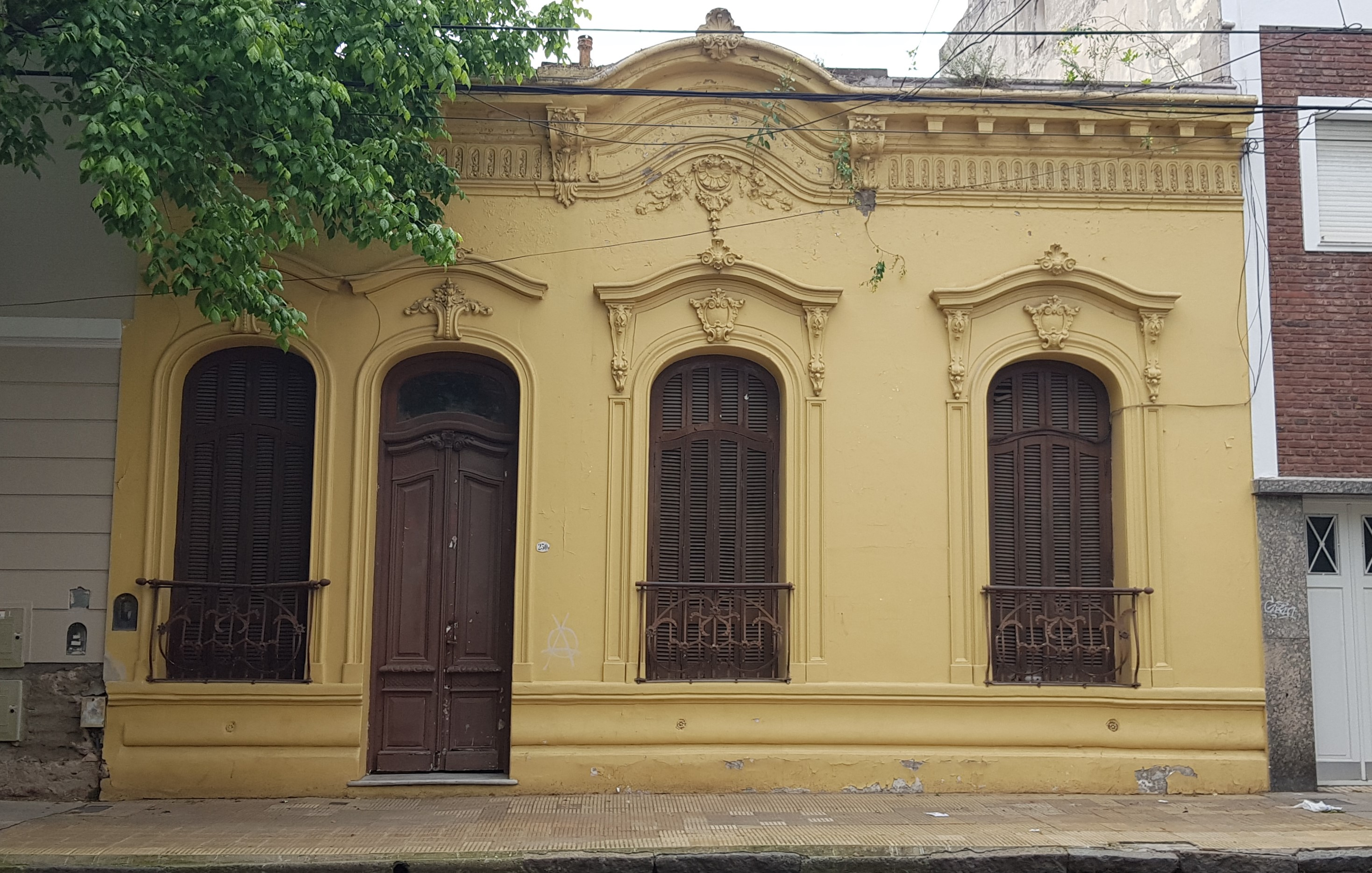
Almagro, Buenos Aires.